# Vipsani Àtic
Vipsani Àtic (en llatí: Vipsanius Atticus) va ser un retòric romà, deixeble d'Apol·lodor de Pèrgam.
Solament és conegut per una breu referència de Sèneca el Vell. Tal com Sèneca dona la notícia, han sorgit controvèrsies sobre qui era aquest Àtic. S'ha cregut que podria ser fill de Marc Vipsani Agripa, casat amb Pompònia Àtica, la filla de Tit Pomponi Àtic, i que, per tant, portaria el sobrenom del seu avi. Una altra teoria el suposa el pare de Marc Vipsani Agripa, però cap d'aquestes dues tenen gaire versemblança. Una tercera teoria diu que es tractaria d'un error en el text de Sèneca, i que s'hauria de llegir Dionisi Àtic, justament un altre deixeble d'Apol·lodor de Pèrgam.